# Chernes
Genre
Synonymes
- Trachychernes Tömösváry, 1882
- Reginachernes Hoff, 1949

Chernes est un genre de pseudoscorpions de la famille des Chernetidae.

## Distribution
Les espèces de ce genre se rencontrent en Europe, en Asie, en Amérique du Nord et dans le Nord de l'Afrique.

## Liste des espèces
Selon Pseudoscorpions of the World (version 3.0) :
- Chernes amoenus (Hoff, 1963)
- Chernes armenius (Beier, 1929)
- Chernes beieri Harvey, 1991
- Chernes cavicola Joseph, 1882
- Chernes cimicoides (Fabricius, 1793)
- Chernes denisi Vachon, 1937
- Chernes ewingi (Hoff, 1949)
- Chernes gobiensis Krumpál & Kiefer, 1982
- Chernes graecus Beier, 1932
- Chernes hahnii (C. L. Koch, 1839)
- Chernes hispaniolicus Beier, 1976
- Chernes horvathii Daday, 1889
- Chernes iberus L. Koch, 1873
- Chernes lymphatus (Hoff, 1949)
- Chernes mongolicus Beier, 1973
- Chernes montigenus (Simon, 1879)
- Chernes nigrimanus Ellingsen, 1897
- Chernes rhodinus Beier, 1966
- Chernes sanborni Hagen, 1868
- Chernes similis (Beier, 1932)
- Chernes sinensis Beier, 1932
- Chernes vicinus (Beier, 1932)
- Chernes zavattarii Caporiacco, 1941

## Publication originale
- Menge, 1855 : Über die Scheerenspinnen, Chernetidae. Neueste Schriften der Naturforschenden Gesellschaft, vol. 5, no 2, p. 1-43.